# Budapest Marriott Hotel
A Budapest Marriott Hotel Magyarország első újonnan épült luxusszállodája a II. világháború után, mely Finta József és Kovácsy László tervei alapján Hotel Duna InterContinental néven 1969 szilveszter estéjén nyitotta meg kapuit.

## Története

### Elődei
A mai Vigadó területén állott egykoron a pesti városfal északi bástyája. A mai Apáczai Csere János utca vonalától a Duna medréig lapos rézsű vezetett. Ezt előbb a Duna Gőzhajózási Társaság kezdte feltölteni, miután saját hajói számára a Lánchíd pesti hídfője kétoldalán 345-345 méteres kőpartot épített 1853-tól 1859-ig. Ezt folytatta azután Pest városa – az 1840-es években meghatározott szabályozási vonalnak megfelelően – az 1860-as években előbb észak, majd dél felé, egészen a mai Petőfi térig és alakították ki az árvízvédelmi rendszert és ezzel a mai rakpartot is. Az utóbbi szakaszon jelentékeny feltöltés is történt, az így kialakult Dunakorzóra szállodák és irodaépületek épültek.
A Vigadó előtti tér déli oldalára az 1870-es években építették fel a az Első Magyar Általános Biztosító Társaság (EMÁBT) székházát Frey Lajos építész tervei alapján, eklektikus stílusban. A székház érdekessége a homlokzatán lévő Atlasz-szobrok voltak. 1931-ben itt nyitotta meg Paulin Lajos a Negresco Kávéházat.
A szomszédos telken Szkalnitzky Antal és Koch Henrik tervei alapján egy 302 szobás szállodát építtetett az Első Magyar Szálloda Rt. Az épületet 1871-ben fejezték be és Grand Hotel Hungária néven nyitották meg. A liftekkel és távíróval, sőt 1877-től telefonnal is felszerelt luxusszállodában szállt meg többek között Edward walesi herceg (később VII. Edward brit király és India császára) 1873-ban, és 1900-ban itt vett ki 84 szobát a perzsa sah és kísérete. A Hungária szálló mellett tíz évvel korábban felhúzott két lakóépületet a Hungária akkori tulajdonosa Illits József vetette meg a millennium évében és Pucher József tervei alapján a két épületet összenyitva kialakították a Bristol Szállodát. Az 1920-as évek gazdasági válsága rányomta bélyegét a Bristol működésére is, ezért a tulajdonosok 1926-ban kénytelenek voltak a két épületet újra kettéválasztani és a délit eladni. Az új tulajdonos előbb Wagner Lajos tervei szerint ráépített még egy szintet, majd 1928-ban Hotel Carlton néven nyitotta meg.
A II. világháborúban a Bristol és a Thonet-ház kivételével a szállodasor megsemmisült. Bristolt átnevezték Duna Szállóra és egészen az 1960-as évek közepéig üzemelt.
A foghíjak beépítését többször tervbe vették, de az ide tervezett akadémiai könyvtár végül pénz hiányában nem épült meg.

### A Duna InterContinental
Magyarország számára az 1960-as évek közepén nyílt meg a lehetőség nyugati hitelek felvételére és mivel a fellendülő turizmus kiszolgálására hiányoztak Budapesten az igényes szálláshelyek, az első hitelek egyikéből egy Duna-parti szálloda megvalósításáról döntöttek. A meghirdetett tervpályázatot meglepetésre egy fiatal építész Finta József a Lakóterv munkatársa nyerte 1966-ban. Finta több tervvel is előállt, többek között egy toronyházzal és egy, a mai épülethez hasonlóval is, amelynek Dunával párhuzamos oldalai ívesen mentek volna át a Dunára merőleges épületrészbe, valamint a földszint és az első emelet egészen a Dunáig kiért volna, ahová a nemzetközi kirándulóhajókról mozgólépcsőn lehetett volna feljutni. Ezeket az ötleteket azonban racionális okokból elvetették és egy, a környező épületekkel egyáltalán nem harmonizáló, az akkori építészeti trendeknek megfelelő, vízszintesen elterülő modernista épületet húztak fel.
A szálloda a HungarHotels szállodavállalat beruházásában, majd kezelésében, az InterContinental Hotels franchise-ában, 1969. december 31-én, egy nagyszabású szilveszteri party keretében nyílt meg.
A 364 Dunára néző szobával rendelkező épületben két éttermet (Bellevue és Csárda) egy koktél- és ételbárt (Rendez-Vous), egy koktélbárnak nevezett presszót (Gypsy), egy nyaranta üzemelő teraszt és a legfelső szinten egy körpanorámás piano-bárt (Starlight Night-Club) is kialakítottak.
Az exekutív séf ekkor Eigen Egon lett, aki a Margitszigeti Nagyszállóból magával hozta a teljes csapatát. Általános helyettese Gullner Gyula, az egyes éttermeket a többi helyettesei: Lusztig Tamás (Rendez-Vous), (aki később az újonnan nyíló Flamenco szálloda konyhafőnöke lett), Kalla Kálmán (Csárda) (ő Forum konyhájának élére került innét) és Elek István (Bellevue) vezették. Eigen négy évvel később elhunyt, helyét innentől egészen a 2007-es, felújítás miatti átmeneti bezárásig Gullner vette át, aki innét ment nyugdíjba.
Az épület déli nyúlványában egy fodrászat és szépségszalon mellett utazási irodák és légitársaságok képviseleti irodái kaptak helyet, valamint ennek alagsorában volt az ország egyik legnagyobb Intertourist üzlete is, ahol kizárólag nyugati valutáért lehetett márkás parfümöket, italokat, dohányárut és műszaki cikkeket vásárolni. Az Intertouristnak volt egy boltja a szálloda halljában is, ami mellett egy virágbolt is üzemelt.
Az első jelentősebb tatarozás 1987-ben volt. Ekkor a lobbyt és a rendezvénytermeket újították meg, valamint kialakítottak egy fitness-részleget, továbbá egy business-centert is.

### Marriott
A szállodát 1994-ben privatizálták. A tulajdonjogot az Erste Grouphoz tartozó Immorent szerezte meg. Az üzemeltetést ekkor vette át a Marriott Hotels International.
Ekkor átesett egy kisebb renováláson, de az épülethez komolyabban csak 2006-ban nyúltak hozzá, amikor a teraszok rovására megnövelték a szobák területét és az összes nyílászáró cseréje mellett az elektromos és vízhálózat is megújult. Ekkor számolták fel a korábbi éttermek maradékát és alakították ki az új gasztronómiai kínálatot az atelier jellegű Peppers! és a formálisabb Aqua étteremmel.
2025-ben a Tiborcz Istvánhoz köthető BDPST Group és a Gránit Alapkezelő megvásárolta a hotelt.

## Híres és hírhedt vendégei
Megnyitása után alig három évvel Liz Taylor itt tartotta a 40. születésnapja alkalmából rendezett fogadást, amelyen férje, Richard Burton mellett több világhírű személyiség (pl. Michael Caine, Ringo Starr, Grace Kelly) is részt vett.
Az 1970-es évek derekán hosszabb időt töltött a szállodában Ilich Ramírez Sánchez alias „Carlos, a sakál” venezuelai terrorista és 1979-ben Moammer Kadhafi líbiai vezető is.
Megfordultak a szállodában az amerikai filmszakma prominensei is, például Woody Allen, vagy Steven Spielberg, aki a München c. film egy részletét a szálloda lobbyjában forgatta.
Az egyik leghíresebb, filmen is megörökített vendég Freddy Mercury volt, aki 1986-ban a Queen budapesti fellépése idején az elnöki lakosztály teraszán gyakorolta a Tavaszi szél vízet áraszt kezdetű népdalt.